# اونترسهاوزن
اونترسهاوزن (به آلمانی: Untershausen) یک شهر در آلمان است که در وستروالدکرایس واقع شده‌است. اونترسهاوزن ۵۲۳ نفر جمعیت دارد.